# Казарма 1292 км (Верещагинский район)
Казарма 1292 км — населенный пункт (тип:железнодорожная казарма) в составе Верещагинского городского округа в Пермском крае России.

## Географическое положение
Казарма расположена в южной части округа, на окраине посёлка Бородулино.
Климат
умеренно-континентальный с продолжительной снежной зимой и коротким, умеренно-теплым летом. Средняя температура июля составляет +17,6 0С, января –15,7 0С. Безморозный период длится 100-130 дней. Период с температурой воздуха выше 10 0С составляет 115 дней. Сумма температур выше 10 0С составляет 1750 градусов. Среднее годовое количество осадков составляет 430-450 мм. Устойчивый снежный покров ложится в среднем с 10 октября до 5 ноября, реже 22 ноября .

## История
Населенный пункт до 2020 года входил в состав Путинского сельского поселения Верещагинского района. После упразднения обоих муниципальных образований входит в состав Верещагинского городского округа.

## Население
| 2010 |
| ---- |
| 2    |

Постоянное население составляло 11 человек в 2002 году (100% русские), 2 человека в 2010 году.   

## Инфраструктура
Путевое хозяйство. Действовал остановочный пункт 1292 километр. В пешей доступности железнодорожная станция Бородулино.

## Транспорт
Автомобильный и железнодорожный транспорт.